# NGC 2321
NGC 2321 è una galassia a spirale barrata situata nella costellazione della Lince, a una distanza di circa 308 milioni di anni luce dalla nostra Via Lattea.

## Scoperta
La galassia è stata scoperta il 18 dicembre 1849 dall'astronomo irlandese George Johnstone Stoney.

## Descrizione
NGC 2321 ha una classe di luminosità I e presenta una larga riga a 21 cm dell'idrogeno neutro.
Data la sua luminosità superficiale pari a 14,07, NGC 2321 può essere classificata come una galassia a bassa luminosità superficiale (nella letteratura in lingua inglese abbreviata in LSB, acronimo di Low Surface Brightness). Le galassie LSB sono galassie di tipo diffuso (D) con una luminosità superficiale inferiore di almeno una magnitudine a quella del cielo notturno circostante.
Nella stessa regione di cielo si trovano anche le galassie NGC 2315, NGC 2320, NGC 2322 e NGC 2326.